# Cristurges bimaculatus
Cristurges bimaculatus là một loài bọ cánh cứng trong họ Cerambycidae.